# Йолкін Іван Сергійович
Іван Сергійович Йолкін (1924—1991) — підполковник Радянської Армії, учасник Другої світової війни, Герой Радянського Союзу (1945).

## Біографія
Іван Йолкін народився 22 березня 1924 року в селі Покровка (нині — Туймазинський район Башкортостану). Отримав неповну середню освіту, після чого працював у колгоспі. У серпні 1942 року призваний на службу в Робітничо-селянську Червону Армію. У серпні 1943 року закінчив Уфимське військове піхотне училище і направлений на фронт. До січня 1945 року гвардії лейтенант Іван Йолкін командував взводом 266-го гвардійського стрілецького полку (88-ї гвардійської стрілецької дивізії, 28-го гвардійського стрілецького корпусу, 8-ї гвардійської армії, 1-го Білоруського фронту). Відзначився під час визволення Польщі.
14 січня 1945 року під час прориву ворожої оборони на західному березі Вісли в районі села Цицелювка за 20 км на північний схід від Радома взвод Йолкіна першим увірвався у ворожу траншею. Коли противник перейшов у контратаку, Йолкін гранатою підбив самохідну гармату, а потім підняв свій взвод в атаку. В тому бою взвод Йолкіна знищив понад 80 солдатів і офіцерів противника, захопив артилерійську батарею. 25 січня взвод одним з перших переправився через Варту в районі селища Вайссенбург (нині — Бедруско) за 15 км на північ від Познані. Закріпившись на західному березі річки, Йолкін з двома бійцями успішно забезпечив вогневе прикриття підрозділам, які переправлялись.
Указом Президії Верховної Ради СРСР від 24 березня 1945 року за зразкове виконання бойових завдань командування і проявлені при цьому геройство і мужність гвардії лейтенант Іван Йолкін удостоєний високого звання Героя Радянського Союзу з врученням ордена Леніна і медалі «Золота Зірка» за номером 5818.
Після закінчення війни Йолкін продовжив службу в Радянській Армії. Закінчив Військову академію імені М. В. Фрунзе. В 1970 році в званні підполковника звільнений у запас. Проживав у Гродно, помер 3 квітня 1991 року.

## Нагороди
Також нагороджений орденами Червоного Прапора і Вітчизняної війни 1-го ступеня, низкою медалей.